# Liste der Kulturdenkmale in Westensee
In der Liste der Kulturdenkmale in Westensee sind alle Kulturdenkmale der schleswig-holsteinischen Gemeinde Westensee (Kreis Rendsburg-Eckernförde) und ihrer Ortsteile aufgelistet (Stand: 14. April 2025).
Die Bodendenkmale sind in der Liste der Bodendenkmale in Westensee aufgeführt.

## Legende
In den Spalten befinden sich folgende Informationen:
- Objekt-ID: die Nummer des Kulturdenkmales
- Lage: die Adresse des Kulturdenkmales und die geographischen Koordinaten. Kartenansicht, um Koordinaten zu setzen. In der Kartenansicht sind Kulturdenkmale ohne Koordinaten mit einem roten Marker dargestellt und können in der Karte gesetzt werden. Kulturdenkmale ohne Bild sind mit einem blauen Marker gekennzeichnet, Kulturdenkmale mit Bild mit einem grünen Marker.
- Offizielle Bezeichnung: Bezeichnung des Kulturdenkmales
- Beschreibung: die Beschreibung des Kulturdenkmales
- Bild: ein Bild des Kulturdenkmales

## Sachgesamtheiten
| Objekt-ID      | Lage                                                  | Offizielle Bezeichnung | Beschreibung | Bild                             |
| -------------- | ----------------------------------------------------- | ---------------------- | --- | -------------------------------- |
| 28306          | Am See 26, 43 (54° 16′ 39″ N, 9° 55′ 0″ O)            | Gut Westensee          | Gut Westensee; 1910–23, Bauherr Wilhelm Höttgers, Architekt Heinrich Stav; Gutsareal auf einer Halbinsel im Westensee umgeben von einem Landschaftspark; Herrenhaus, Gutspark, drei Brücken, Bootssteg, halbrunder Sitzplatz, drei Pferdegräber, Scheune, Hofpflaster, Mauer, Remise, ehem. Schweinestall - Begründung: geschichtlich, künstlerisch, Kulturlandschaft prägend - Schutzumfang: Herrenhaus, Scheune mit Mauer, Hofpflaster, Gutspark mit drei Brücken, Bootssteg, halbrunder Sitzplatz (Tuffstein), drei Pferdegräber, Remise (Am See 43), ehem. Schweinestall (Am See 26) | BW                               |
| 40901 Wikidata | Dorfstraße 1, Dorfstraße (54° 16′ 32″ N, 9° 54′ 5″ O) | Kirche St. Catharinen  | Aktualisierung vorgesehen - Begründung: geschichtlich, künstlerisch, städtebaulich, Kulturlandschaft prägend - Schutzumfang: Kirche St. Catharinen mit Ausstattung, Kirchhof, Grabmale bis 1870, Lindenkranz, Hauptpforte, Feldsteinmauer (Dorfstraße); Pastorat (Dorfstraße 1) | weitere Fotos \| Fotos hochladen |

## Bauliche Anlagen
| Objekt-ID     | Lage                                           | Offizielle Bezeichnung                | Beschreibung | Bild                             |
| ------------- | ---------------------------------------------- | ------------------------------------- | --- | -------------------------------- |
| 3891 Wikidata | Am See 4 (54° 16′ 31″ N, 9° 54′ 12″ O)         | Speicher Beckmann                     | Alteintragung (Aktualisierung vorgesehen) - Begründung: Alteintragung (Aktualisierung vorgesehen) - Schutzumfang: Alteintragung (Aktualisierung vorgesehen) - Denkmaltyp: Bauliche Anlage | BW                               |
| 47638         | Am See 26 (54° 16′ 35″ N, 9° 54′ 59″ O)        | ehem. Schweinestall                   | ehem. Schweinestall; 1923, Architekt Heinrich Stav; eingeschossiger, giebelständiger Ziegelbau unter steilem Satteldach und Mittelrisalit - Begründung: geschichtlich, Kulturlandschaft prägend - Schutzumfang: ehem. Schweinestall, - Denkmaltyp: Bauliche Anlage, Sachgesamtheit: Gut Westensee | BW                               |
| 7937          | Am See 43 (54° 16′ 40″ N, 9° 54′ 58″ O)        | Herrenhaus                            | Herrenhaus; 1910–16, Bauherr Wilhelm Höttgers; eingeschossiger Putzbau über hohem Sockel, bedacht mit Mansarddach, ausgeprägte Eckrustizierung und reiche Innenausstattung - Begründung: geschichtlich, künstlerisch, Kulturlandschaft prägend - Schutzumfang: Herrenhaus, - Denkmaltyp: Bauliche Anlage, Sachgesamtheit: Gut Westensee | BW                               |
| 8113          | Am See 43 (54° 16′ 37″ N, 9° 54′ 55″ O)        | Scheune                               | Scheune; 1920, Architekt Heinrich Stav; mächtiger eingeschossiger Ziegelbau unter flachem Mansarddach mit Schopfwalm, korbbogige Toreinfahrten, Eckrustizierung, gliedernde Pilaster; Hofpflaster und Mauer - Begründung: geschichtlich, künstlerisch, Kulturlandschaft prägend - Schutzumfang: Scheune, Mauer, Hofpflaster - Denkmaltyp: Bauliche Anlage, Sachgesamtheit: Gut Westensee                                                                                          | BW                               |
| 7934          | Bosseer Schoor 3 (54° 17′ 22″ N, 9° 54′ 34″ O) | Schmiede                              | ehem. Schmiede; wohl Anf. 20. Jh..; eingeschossiger Backsteinbau auf Natursteinsockel unter pfannengedecktem Walmdach - Begründung: geschichtlich, städtebaulich - Schutzumfang: gesamtes Objekt - Denkmaltyp: Bauliche Anlage | BW                               |
| 2729 Wikidata | Deutsch-Nienhof (54° 15′ 12″ N, 9° 54′ 54″ O)  | Gut Deutsch-Nienhof: Herrenhaus       | Alteintragung (Aktualisierung vorgesehen) - Begründung: Alteintragung (Aktualisierung vorgesehen) - Schutzumfang: Alteintragung (Aktualisierung vorgesehen) - Denkmaltyp: Bauliche Anlage | Fotos hochladen                  |
| 7237 Wikidata | Deutsch-Nienhof (54° 15′ 1″ N, 9° 54′ 47″ O)   | Gut Deutsch-Nienhof: Gärtnerhaus      | Alteintragung (Aktualisierung vorgesehen) - Begründung: Alteintragung (Aktualisierung vorgesehen) - Schutzumfang: Alteintragung (Aktualisierung vorgesehen) - Denkmaltyp: Bauliche Anlage | BW                               |
| 2016 Wikidata | Dorfstraße 1 (54° 16′ 33″ N, 9° 54′ 9″ O)      | Pastorat                              | erbaut 1754 von Ernst Georg Sonnin; Alteintragung (Aktualisierung vorgesehen) - Begründung: geschichtlich, städtebaulich - Schutzumfang: Alteintragung (Aktualisierung vorgesehen) - Denkmaltyp: Bauliche Anlage | Fotos hochladen                  |
| 2408 Wikidata | Dorfstraße (54° 16′ 32″ N, 9° 54′ 5″ O)        | Kirche St. Catharinen mit Ausstattung | Die Kirche wurde als Filiale des Klosters Neumünster gegründet und stammt aus der Zeit kurz nach der Besiedlung des Landes im Mittelalter. Das aus Feldsteinen errichtete Langhaus aus dem 13. Jahrhundert sah vermutlich ursprünglich der Kirche von Ratekau ähnlich. Alteintragung (Aktualisierung vorgesehen) - Begründung: Alteintragung (geschichtlich, künstlerisch, städtebaulich) - Schutzumfang: Alteintragung (Aktualisierung vorgesehen) - Denkmaltyp: Bauliche Anlage | weitere Fotos \| Fotos hochladen |
| 891 Wikidata  | Gut Bossee (54° 17′ 12″ N, 9° 53′ 45″ O)       | Herrenhaus                            | Das Gut stammt aus dem 16. Jahrhundert. Das Aussehen des Herrenhauses wurde 1857 bis 1859 gestaltet, in dem Jahr 1897 von A. Petersen im Inneren neu gestaltet. Alteintragung (Aktualisierung vorgesehen) - Begründung: Alteintragung (geschichtlich, künstlerisch, städtebaulich) - Schutzumfang: Alteintragung (Aktualisierung vorgesehen) - Denkmaltyp: Bauliche Anlage | Fotos hochladen                  |
| 1302 Wikidata | Gut Bossee (54° 17′ 10″ N, 9° 53′ 45″ O)       | westliches Kavalierhaus               | Alteintragung (Aktualisierung vorgesehen) - Begründung: Alteintragung (geschichtlich, künstlerisch, städtebaulich) - Schutzumfang: Alteintragung (Aktualisierung vorgesehen) - Denkmaltyp: Bauliche Anlage | Fotos hochladen                  |
| 299 Wikidata  | Gut Bossee (54° 17′ 11″ N, 9° 53′ 48″ O)       | östliches Kavalierhaus                | Alteintragung (Aktualisierung vorgesehen) - Begründung: Alteintragung (geschichtlich, künstlerisch, städtebaulich) - Schutzumfang: Alteintragung (Aktualisierung vorgesehen) - Denkmaltyp: Bauliche Anlage | Fotos hochladen                  |
| 949 Wikidata  | Gut Bossee (54° 17′ 8″ N, 9° 53′ 47″ O)        | Kuhhaus                               | erbaut 1708 von Heinrich Jasper Rantzau und Friederike Margarete Rantzau, 1924 erweitert; Alteintragung (Aktualisierung vorgesehen) - Begründung: Alteintragung (geschichtlich, künstlerisch, städtebaulich) - Schutzumfang: Alteintragung (Aktualisierung vorgesehen) - Denkmaltyp: Bauliche Anlage | Fotos hochladen                  |
| 7932 Wikidata | Gut Bossee (54° 17′ 10″ N, 9° 53′ 50″ O)       | Scheune                               | Alteintragung (Aktualisierung vorgesehen) - Begründung: Alteintragung (geschichtlich, künstlerisch, städtebaulich) - Schutzumfang: Alteintragung (Aktualisierung vorgesehen) - Denkmaltyp: Bauliche Anlage | Fotos hochladen                  |
| 8417 Wikidata | Gut Bossee (54° 17′ 8″ N, 9° 53′ 53″ O)        | ehem. Stellmacherei                   | 2016 zusammengebrochen; Alteintragung (Aktualisierung vorgesehen) - Begründung: Alteintragung (geschichtlich, künstlerisch, städtebaulich) - Schutzumfang: Alteintragung (Aktualisierung vorgesehen) - Denkmaltyp: Bauliche Anlage | Fotos hochladen                  |
| 8418 Wikidata | Gut Bossee (54° 17′ 8″ N, 9° 53′ 52″ O)        | Wasserturm mit Seitengebäuden         | erbaut um 1900; Alteintragung (Aktualisierung vorgesehen) - Begründung: Alteintragung (geschichtlich, künstlerisch, städtebaulich) - Schutzumfang: Alteintragung (Aktualisierung vorgesehen) - Denkmaltyp: Bauliche Anlage | Fotos hochladen                  |
| 8424 Wikidata | Gut Bossee (54° 17′ 21″ N, 9° 53′ 40″ O)       | künstliche Ruine                      | Alteintragung (Aktualisierung vorgesehen) - Begründung: Alteintragung (geschichtlich, künstlerisch, städtebaulich) - Schutzumfang: Alteintragung (Aktualisierung vorgesehen) - Denkmaltyp: Bauliche Anlage | Fotos hochladen                  |

## Gründenkmale
| Objekt-ID      | Lage                                            | Offizielle Bezeichnung               | Beschreibung | Bild            |
| -------------- | ----------------------------------------------- | ------------------------------------ | --- | --------------- |
| 18995          | Am See 43 (54° 16′ 39″ N, 9° 55′ 0″ O)          | Gutspark                             | Gutspark; wohl Mitte 19. Jh.; auf einer Halbinsel im Westensee gelegen, seltener alter Baumbestand umgeben von gewundenem Wegenetz; Brücken, Bootssteg, halbrunder Sitzplatz, Pferdegräber - Begründung: geschichtlich, Kulturlandschaft prägend - Schutzumfang: Gutspark, drei Brücken, Bootssteg, halbrunder Sitzplatz (Tuffstein), drei Pferdegräber - Denkmaltyp: Gründenkmal, Sachgesamtheit: Gut Westensee | BW              |
| 7236 Wikidata  | Deutsch-Nienhof (54° 15′ 0″ N, 9° 54′ 50″ O)    | Gut Deutsch-Nienhof: Landschaftspark | Alteintragung (Aktualisierung vorgesehen) - Begründung: geschichtlich - Schutzumfang: gesamtes Objekt - Denkmaltyp: Gründenkmal | BW              |
| 19507 Wikidata | Dorfstraße (54° 16′ 34″ N, 9° 54′ 3″ O)         | Kirchhof                             | Alteintragung (Aktualisierung vorgesehen) - Begründung: geschichtlich, Kulturlandschaft prägend - Schutzumfang: Kirchhof, Grabmale bis 1870, Lindenkranz, Hauptpforte, Feldsteinmauer - Denkmaltyp: Gründenkmal, Sachgesamtheit: Kirche St. Catharinen | Fotos hochladen |
| 13677 Wikidata | Emkendorfer Allee (54° 15′ 25″ N, 9° 53′ 22″ O) | Emkendorfer Allee an der L 255       | Alteintragung (Aktualisierung vorgesehen) - Begründung: geschichtlich, Kulturlandschaft prägend - Schutzumfang: gesamtes Objekt - Denkmaltyp: Gründenkmal | BW              |
| 8421 Wikidata  | Gut Bossee (54° 17′ 17″ N, 9° 53′ 41″ O)        | Landschaftsgarten                    | Alteintragung (Aktualisierung vorgesehen) - Begründung: geschichtlich, Kulturlandschaft prägend - Schutzumfang: Landschaftsgarten, Teich, Graben - Denkmaltyp: Gründenkmal | Fotos hochladen |

## Quelle
- Liste der Kulturdenkmale in Schleswig-Holstein – Kreis Rendsburg-Eckernförde

- Karte mit allen Koordinaten:
- OSM |
- WikiMap